# كورت رايت
كورت رايت (بالإنجليزية: Kurt Wright)‏ هو سياسي أمريكي، ولد في 1956. حزبياً، نشط في الحزب الجمهوري. وقد انتخب عضو مجلس نواب فيرمونت.